# Tobiáš Pock
Tobiáš Pock, též Tobias Bock nebo Pockh, (1602 Kostnice – 12. června 1683 Vídeň) je přední představitel rakouského raně barokního malířství, autor obrazů a fresek, bratr architekta a sochaře Johanna Jakuba Pocka.

## Život
Narodil se roku 1602 v Kostnici, která byla tehdy součástí habsburské monarchie a jeho otec zde pracoval na přestavbě katedrály. Tobiáš se roku 1640 usadil ve Vídni a pracoval převážně pro tamního biskupa Bedřicha Filipa hraběte Breunera.

## Dílo
Řadu jeho děl nalezneme ve Vídni, v Dolních Rakousích a na Moravě. Jeho nejznámějším dílem je monumentální obraz hlavního oltáře dómu sv. Štěpána ve Vídni (1647). Mimo jiné též navrhl podobu mariánského sloupu ve Vídni (1645). Některá díla se nacházejí též v českých a moravských galeriích. Důležitý je portrét Pockovy rodiny, který vlastní Národní galerie v Praze.

### Dílo na Moravě
- Křižanov, kostel sv. Václava, obraz Adorace Panny Marie s dítětem sv. Václavem a sv. Dionýsem z hlavního oltáře (1655)
- Bruntál, kostel Nanebevzetí Panny Marie, obrazy Ukřižování a Stigmatizace sv. Františka z Assisi na hlavním oltáři (1658–1659), nedochované (zničené požárem r. 1764)

- Olomouc, kapucínský kostel Zvěstování Panně Marii, obraz Zvěstování Panně Marii na hlavním oltáři (asi 1659)
- Jevišovice, starý zámek, zámecká kaple, obraz sv. Ludvíka na hlavním oltáři (1664)
- Nový Malín, kostel Narození Panny Marie, obraz sv. Anny Samotřetí na bočním oltáři (1667)
- Olomouc, Svatý Kopeček, bazilika Navštívení Panny Marie, obraz sv. Josefa s Ježíškem na bočním oltáři (1681)
- Brno-Královo Pole, kostel Nejsvětější Trojice, obraz Nejsvětější Trojice na hlavním oltáři (80. léta 17. stol.), nedochované (odstraněn v 19. stol.)

### Dílo v Čechách
- Litoměřice, kapucínský kostel sv. Ludmily, obrazy sv. Ludmily, sv. Kateřiny a sv. Barbory na hlavním oltáři (1655)

### Národní galerie v Praze
- Vlastní podobizna s rodinou (před 1683)
- 4 alegorické obrazy puttů jako živlů (1680)